# TUM Records
TUM Records ist ein finnisches Musiklabel mit Sitz in Helsinki.
Das 2003 von Petri Haussila gegründete Label TUM Records veröffentlicht Jazz und improvisierte Musik; erste Produktion war das Album Suhka der Formation Suhkan Uhka um Musiker wie Antti Hytti, Jarmo Savolainen, Jone Takamäki, Juhani Aaltonen, Pekka Nylund, Seppo Kantonen, Tane Kannisto, Tom Nekljudow, Ulf Krokfors und Verneri Pohjola.
Seitdem erschienen auf dem Label neben Aufnahmen finnischer Musikern wie Juhani Aaltonen, Raoul Björkenheim, Iro Haarla, Mikko Innanen solche von amerikanischen Musikern wie Ahmed Abdullah, Barry Altschul, Billy Bang, Andrew Cyrille, Greg Osby, Wadada Leo Smith (A Love Sonnet for Billie Holiday), Bill Laswell/Milford Graves (Space/Time – Redemption) und John Tchicai.